# Gotse Deltsjev (verzetsstrijder)

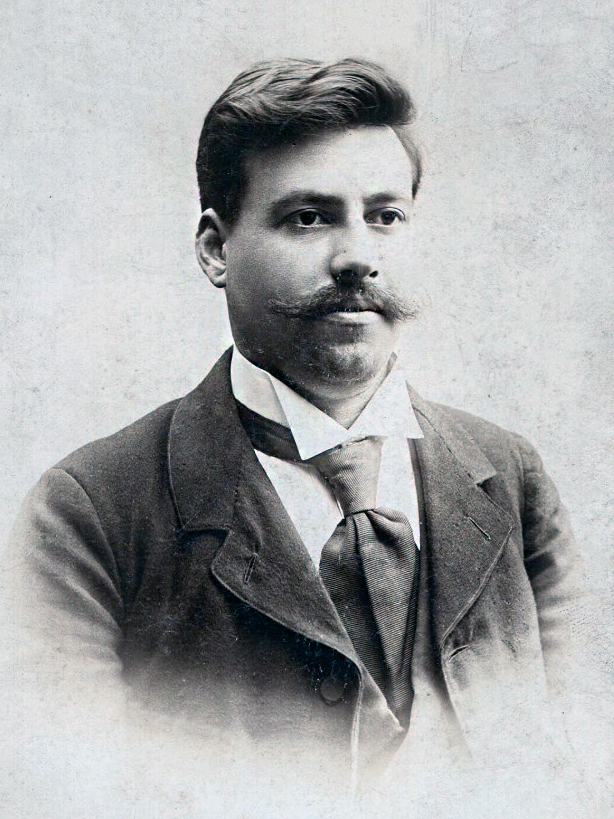
Gotse Deltsjev

Gotse Deltsjev (Bulgaars en Macedonisch: Гоце Делчев) (Kilkis, 23 januari 1872 - 4 mei 1903) was een 19e-eeuwse Bulgaarse revolutionair in het Ottomaanse Macedonië en Thracië.
Deltsjev was een van de leiders van de VMRO. Deze organisatie was vanaf 1873 tot circa 1913 actief als guerrillaleger in Ottomaans Macedonië en Thracië. Deltsjev wordt in Bulgarije als etnische Bulgaar gezien en in Noord-Macedonië als etnische Macedoniër. Deltsjev personificeert daarmee postuum de Macedonische Kwestie.

## Biografie
Hij werd geboren in Kilkis, tegenwoordig gelegen in Griekenland. Na de lokale Bulgaarse middelbare school en het Bulgaarse Lyceum "Sint-Cyrillus en Methodius" in Thessaloniki voltooid te hebben begon hij een opleiding op de Militaire Academie in Sofia in 1891, maar werd verwijderd omdat hij lid was van een socialistische groepering. Deltsjev werd daarop een leraar Bulgaars op een Bulgaarse school in Štip in 1894, waar hij kennismaakte met Dame Gruev, de leider van het lokale bestuur van de BMARC/SMARO. In 1895 sloot Deltsjev zich aan en werd al snel een leidende figuur. Het daaropvolgend schooljaar (1895/1896) was hij leraar in Bansko, waarna hij verhuisde naar Bulgarije, waar hij samen met Gjorche Petrov vertegenwoordiger werd van de interne organisatie in Bulgarije.
Gotse Deltsjevs betrokkenheid bij de VMRO was van groot belang voor de geschiedenis van de Macedonische bevrijdingsbeweging. Deltsjev vocht voor Macedonisch zelfbestuur. Zoals de meeste andere leiders van de VMRO in die tijd had Delcev een visie van een onafhankelijk multi-etnisch Macedonië. Dit soort internationale kosmopolitische inzichten waarmee hij zijn tijd ver vooruit was, vallen samen te vatten in een leus van Deltsjev: "Ik zie de wereld alleen als een plek waar naties onderling op cultureel terrein wedijveren".
Zijn bewaarde correspondentie met andere VMRO-leden bevat uitgebreide gegevens over voorraden, transportmiddelen en opslagplaatsen van vuurwapens en ammunitie in Macedonië. Deltsjev voorzag het nut van een eigen wapenproductie, hetgeen resulteerde in de stichting van een bommenfabriek in het dorpje Sabler vlak bij Kjoestendil in Bulgarije. Deze bommen werden later over de Ottomaanse grens Macedonië in gesmokkeld. Het lukte VMRO op het platteland actieve steun te verwerven. Deltsjev was als hun militair raadgever in staat hen en hun middelen effectief in te zetten.
Op een conferentie in Sofia in 1903 achtte Deltsjev het tijdstip voor een opstand nog niet gekomen, een standpunt waarmee hij vooralsnog alleen stond.
Op 4 mei stierf Deltsjev vlak bij Banitza in het huidige Griekse Serres tijdens schermutselingen met de Ottomaanse politie. Hij was er bezig de Opstand van Ilinden (die uiteindelijk op 2 augustus losbrak) voor te bereiden.
Deltsjevs stoffelijke resten werden in 1915 of 1919 overgebracht naar Bulgarije waar ze tot het eind van de Tweede Wereldoorlog bleven. Op 10 oktober 1946 werden ze overgebracht naar de Joegoslavische deelrepubliek Macedonië. Daar werden ze de dag erop in een marmeren sarcofaag bijgezet op het binnenplein van het Klooster van de Heilige Verlossing in Skopje.

## Deltsjevs historische betekenis
Gotse Deltsjev is voor Macedoniërs een belangrijk figuur vanwege zijn activiteiten als VMRO-leider en het verschaffen van een ideologische basis voor de latere ontwikkeling van het Macedonisch staatsbewustzijn. Zijn revolutionaire activiteiten waren rechtstreeks gericht tegen de Ottomaanse autoriteiten, tegen wie een algemeen gevoel van opstand bestond. Door zijn daden gaf hij de Macedoniërs inspiratie en een collectief bewustzijn. Zijn kosmopolitisme en verwoorde visies zijn voor de generaties erna van cruciaal belang gebleken. De opstand van Ilinden en de tiendaagse republiek van Kruševo zijn te beschouwen als grondgebeurtenissen in de geschiedenis van de Macedonische natie.
In Bulgarije wordt hij gezien als de belangrijkste revolutionair van de tweede generatie die bleven vechten voor politiek zelfbestuur of onafhankelijkheid in de door Bulgaren bewoonde delen van Macedonië en de vilayet van Adrianopel na de stichting van het autonome Bulgaarse prinsdom in 1878. Hij wordt met name vereerd onder de afstammelingen van de vluchtelingen die in Pirin-Macedonië terechtkwamen.
Gotse Deltsjevs naam komt voor in het volkslied van Macedonië "Denes nad Makedonija". Twee steden zijn naar hem vernoemd: Gotse Deltsjev in Bulgarije en Delcevo in Noord-Macedonië. Bovendien bevindt zich in Prilep het Gotse Deltsjevstadion.

### De etniciteit van Gotse Deltsjev
Zoals met alle gebeurtenissen en ontwikkelingen in het laat-19e-eeuwse Macedonië is de nationalistische en etnische bevlogenheid van Gotse Deltsjev een hedendaags historisch en ideologisch discussiethema.
In sommige brieven drukt Deltsjev zich uit als Bulgaar, tegelijkertijd de idee van een voluit autonome Macedonische staat, Macedoniërs en bewoners van Adrianopel ongeacht etniciteit en ras omarmend. Deze heterogene elementen in zijn uitspraken en daden veroorzaken dat Bulgaarse historici hem als Bulgaar, en Macedonische historici hem als etnische Macedoniër beschouwen. Voor dat laatste draagt men aan dat de term "Bulgaar" destijds in Macedonië geen etnische lading had, maar synoniem was aan christen of Slaaf. Bulgaarse historici beargumenteren dat de Macedonische autonomie nooit bedoeld was als bron voor een etnische Macedonische natuur. Ook wijzen zij erop dat destijds er geen tegenstelling zou zijn geweest tussen de term Macedonisch als regionale en supranationale term en Bulgaars als etnische uitdrukking, erop wijzend dat ook Adrianopolitisch voorkomt naast Macedonisch in de documenten van de BMARC/SMARO.
Etniciteit blijkt al met al een tijds- en plaatsgebonden gegeven te zijn op de Balkan.